# ASP.NET AJAX
ASP.NET AJAX, anteriormente llamado Atlas, es un conjunto de extensiones para ASP.NET desarrollado por Microsoft para implementar la funcionalidad de Ajax.
Mediante componentes del lado del cliente y del servidor, ASP.NET AJAX permite al desarrollador crear aplicaciones web en ASP.NET 2.0 que pueden actualizar datos en la página web sin una recarga completa de la misma. La tecnología clave que permite esta funcionalidad es el objeto XMLHttpRequest, junto con Javascript y DHTML.
ASP.NET AJAX fue liberado en enero de 2007 después de un largo periodo de pruebas. Fue subsecuentemente incluido con la versión 3.5 del .NET Framework, que fue liberada junto con Visual Studio 2008 en noviembre de 2007. 

## Cambio de nombre
El 11 de septiembre de 2006, Scott Guthrie, el director general a cargo de la plataforma.NET, anunció que ATLAS sería renombrado y lanzado como tres productos a finales del año. 
Los nuevos productos son llamados Microsoft AJAX Library, que contiene las bibliotecas javascript, ASP.NET 2.0 AJAX Extensions, que contiene el código.NET del lado del servidor, y ASP.NET AJAX Control Toolkit, que incluye controles de código compartido que pueden ser utilizados con ASP.NET AJAX. 
La versión de producción fue liberada el 23 de enero de 2007.

## Microsoft AJAX Library
Microsoft AJAX Library es una colección autónoma de clases en JavaScript estandarizadas incluidas con ASP.NET AJAX. Es admitida por la mayoría de los navegadores más populares y puede ser usada para construir aplicaciones web centradas en el cliente que integradas con un proveedor de datos.